# Windows Live Photos
Windows Live Photos (of Windows Live Foto's) is een internetdienst van Windows Live van Microsoft waarmee gebruikers van Windows Live hun foto's kunnen ordenen.
Het was vroeger deel van Windows Live Spaces en Windows Live SkyDrive (nu OneDrive), maar is bij de derde 'wave' van Windows Live een losse dienst geworden (waarschijnlijk voor de gebruiksvriendelijkheid). Het is voor het eerst uitgegeven op 2 december 2008.
Windows Live Photos is makkelijk te openen op de Windows Live Startpagina vanuit het menu. Vanuit andere diensten zoals Hotmail kan men via dat menu ook makkelijk naar Photos overschakelen.